# Stauntonia oligophylla
Stauntonia oligophylla là một loài thực vật có hoa trong họ Lardizabalaceae. Loài này được Merr. & Chun miêu tả khoa học đầu tiên năm 1940.